# A caelo usque ad centrum
A caelo usque ad centrum è una locuzione latina che significa "dal cielo fino al centro". 

## Definizione
Nel diritto, può essere prossimo dell'obsoleto cuius est solum eius est usque ad coelum et ad inferos, che significa "Appartiene a chi ha il suolo ciò che è dal cielo fino alle profondità". 